# UMTS Terrestrial Radio Access Network
Con il termine UTRAN (acronimo di UMTS Terrestrial Radio Access Network) si indica l'insieme dei Node-B e dei Radio Network Controller che formano la rete di accesso radio nello standard di telefonia mobile UMTS. Questa rete di telecomunicazioni, comunemente indicata come 3G (abbreviazione di terza generazione di tecnologie per telecomunicazioni mobili senza fili) può trasportare diverse tipologie di traffico, dalle connessioni real-time a commutazione di circuito fino alle connessioni a commutazione di pacchetto basate su protocollo IP.

## Architettura UTRAN

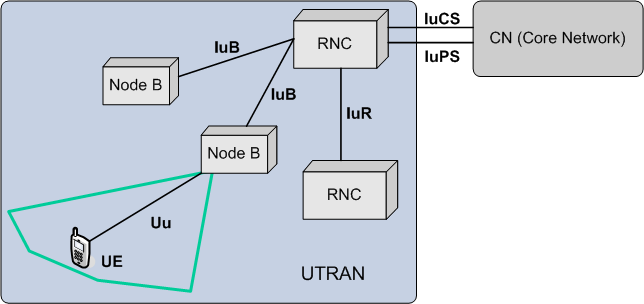
architettura UTRAN

La rete UTRAN contiene le stazioni radio-base, chiamate Node-B, ed i Radio Network Controller (RNC), ciascuno dei quali può servire uno o più Node-B. Fisicamente, un Node B ed un RNC possono essere localizzati nello stesso dispositivo, anche se le implementazioni più comuni prevedono un RNC localizzato in un unico ufficio che serve più Node-B. 
L'insieme di un singolo RNC e dei corrispondenti Node-B è chiamato Radio Network Subsystem (RNS): l'insieme dei differenti RNS formano la rete UTRAN.
Vi sono quattro strati di interfacce che connettono la rete UTRAN internamente o esternamente con altre entità funzionali: Iu, Uu, Iub e Iur.
- L'interfaccia Iu è un'interfaccia esterna che connette l'RNC alla Core Network (CN); più specificatamente tale interfaccia è detta IuCS nel caso di connessione con il dominio a circuito e IuPS nel caso di connessione con il dominio a pacchetto.
- L'interfaccia Uu è un'interfaccia esterna che connette l'RNC con il terminale mobile (detto anche User Equipment o UE).
- L'interfaccia Iub è un'interfaccia interna che connette l'RNC con uno o più Node-B.
- L'interfaccia Iur è un'interfaccia che può essere sia interna (per la maggior parte delle volte) che esterna (in alcune architetture di rete) e connette due differenti RNC tra loro.